# 韓充美
韓充美，山東萊州府即墨縣人，清朝政治人物、進士出身。

## 生平
崇禎七年，鄉試中舉。順治三年，登進士，任禮部精缮司主事。顺治八年，擔任山西乡试主考官。